# Campeonato Mundial de Atletismo de 2023 - Heptatlo
A disputa na modalidade Heptatlo no Campeonato Mundial de Atletismo de 2023 fora realizada nos dias 19 e 20 de agosto no Centro Atlético Nacional em Budapeste, na Hungria. Ao todo, 23 atletas de 14 Comitês Olímpicos Nacionais estavam previstas para participarem do evento. Katarina Johnson-Thompson, atleta britânica, conquistou sua segunda medalha de ouro neste evento. 

## Recordes
Antes da competição os recordes eram os seguintes:
| Recorde                                       | Atleta & CON               | Marca    | Localidade              | Data                   |
| --------------------------------------------- | -------------------------- | -------- | ----------------------- | ---------------------- |
| Recorde mundial                               | Jackie Joyner-Kersee (USA) | 7291 pts | Seul, Coreia do Sul     | 24 de setembro de 1988 |
| Recorde do campeonato                         | Jackie Joyner-Kersee (USA) | 7128 pts | Roma, Itália            | 1 de setembro de 1987  |
| Recorde do ano                                | Anna Hall (USA)            | 6988 pts | Götzis, Áustria         | 28 de maio de 2023     |
| Recorde da África                             | Margaret Simpson (GHA)     | 6423 pts | Götzis, Áustria         | 29 de maio de 2005     |
| Recorde da Ásia                               | Ghada Shouaa (SYR)         | 6942 pts | Götzis, Áustria         | 26 de maio de 1996     |
| Recorde da América do Norte, Central e Caribe | Jackie Joyner-Kersee (USA) | 7291 pts | Seul, Coreia do Sul     | 24 de setembro de 1988 |
| Recorde da América do Sul                     | Evelis Aguilar (COL)       | 6346 pts | Ibagué, Colômbia        | 14 de março de 2021    |
| Recorde da Europa                             | Carolina Klüft (SWE)       | 7032 pts | Osaka, Japão            | 26 de agosto de 2007   |
| Recorde da Oceania                            | Jane Flemming (AUS)        | 6695 pts | Auckland, Nova Zelândia | 28 de janeiro de 1990  |

Os seguintes recordes foram estabelecidos durante a competição:
| Recorde               | Disciplina | Marca       | Atleta       | CON            | Data                 |
| --------------------- | ---------- | ----------- | ------------ | -------------- | -------------------- |
| Recorde do campeonato | Dardo      | 59.57 m     | Anouk Vetter | Países Baixos  | 20 de agosto de 2023 |
| Recorde do campeonato | 800 m      | 2:04.09 min | Anna Hall    | Estados Unidos | 20 de agosto de 2023 |

## Medalhistas
| Ouro                                     | Prata                      | Bronze                       |
| Katarina Johnson-Thompson · Grã-Bretanha | Anna Hall · Estados Unidos | Anouk Vetter · Países Baixos |

## Pontuação de qualificação
A pontuação de qualificação para qualificar-se automaticamente a prova foi de 6480.

## Calendário
A programação do evento, no horário local (UTC+2), era a seguinte:
| Data         | Horário | Rodada                   |
| ------------ | ------- | ------------------------ |
| 19 de agosto | 11:35   | 100 metros com barreiras |
| 19 de agosto | 12:47   | Salto em altura          |
| 19 de agosto | 19:05   | Arremesso de peso        |
| 19 de agosto | 20:31   | 200 metros rasos         |
| 20 de agosto | 09:50   | Salto em distância       |
| 20 de agosto | 12:00   | Lançamento de dardo      |
| 20 de agosto | 18:00   | 800 metros               |

## Resultados

### Resultado final
A classificação final fora a seguinte:
| Pos.              | Atleta                    | CON            | 100 m B | SA    | AP    | 200 m | SD    | LD    | 800 m   | PG   | Notas                |
| ----------------- | ------------------------- | -------------- | ------- | ----- | ----- | ----- | ----- | ----- | ------- | ---- | -------------------- |
| Medalha de ouro   | Katarina Johnson-Thompson | Reino Unido    | 13.50   | 1.86  | 13.64 | 23.48 | 6.54  | 46.14 | 2:05.63 | 6740 | Recorde da temporada |
| Medalha de prata  | Anna Hall                 | Estados Unidos | 12.97   | 1.83  | 14.54 | 23.56 | 6.19  | 44.88 | 2:04.09 | 6720 |                      |
| Medalha de bronze | Anouk Vetter              | Países Baixos  | 13.42   | 1.71  | 15.72 | 24.28 | 5.99  | 59.57 | 2:20.49 | 6501 | Recorde da temporada |
| 4                 | Xénia Krizsán             | Hungria        | 13.48   | 1.77  | 14.18 | 25.16 | 6.30  | 51.23 | 2:08.93 | 6479 | Recorde da temporada |
| 5                 | Emma Oosterwegel          | Países Baixos  | 13.38   | 1.71  | 14.16 | 24.58 | 6.19  | 54.88 | 2:12.06 | 6464 | Recorde da temporada |
| 6                 | Noor Vidts                | Bélgica        | 13.33   | 1.80  | 14.40 | 24.23 | 6.35  | 41.00 | 2:09.48 | 6450 | Recorde da temporada |
| 7                 | Sophie Weißenberg         | Alemanha       | 13.58   | 1.86  | 13.97 | 23.88 | 6.10  | 48.51 | 2:18.03 | 6438 | Recorde pessoal      |
| 8                 | Chari Hawkins             | Estados Unidos | 13.04   | 1.83  | 14.40 | 24.38 | 6.16  | 45.77 | 2:22.53 | 6366 | Recorde pessoal      |
| 9                 | Saga Vanninen             | Finlândia      | 13.62   | 1.80  | 14.78 | 24.71 | 6.06  | 48.32 | 2:20.13 | 6289 |                      |
| 10                | Rita Nemes                | Hungria        | 13.63   | 1.77  | 12.97 | 25.04 | 6.29  | 44.68 | 2:10.65 | 6232 | Recorde pessoal      |
| 11                | Sofie Dokter              | Países Baixos  | 13.82   | 1.80  | 13.16 | 23.89 | 6.09  | 44.46 | 2:17.98 | 6192 |                      |
| 12                | Auriana Lazraq-Khlass     | França         | 13.62   | 1.77  | 13.48 | 24.02 | 6.01  | 42.29 | 2:14.25 | 6179 | Recorde pessoal      |
| 13                | Kate O'Connor             | Irlanda        | 13.57   | 1.80  | 13.47 | 24.78 | 5.74  | 46.07 | 2:14.06 | 6145 | Recorde da temporada |
| 14                | Vanessa Grimm             | Alemanha       | 14.00   | 1.74  | 14.43 | 24.91 | 6.10  | 42.08 | 2:14.36 | 6088 | Recorde da temporada |
| 15                | Léonie Cambours           | França         | 13.56   | 1.74  | 13.39 | 25.03 | 6.09  | 39.07 | 2:19.34 | 5939 | Recorde da temporada |
| 16                | Ekaterina Voronina        | Uzbequistão    | 14.77   | 1.77  | 13.15 | 25.48 | 5.71  | 50.02 | 2:14.03 | 5922 |                      |
| 17                | Sarah Lagger              | Áustria        | 14.21   | 1.77  | 13.78 | 25.86 | 5.85  | 43.79 | 2:15.32 | 5910 |                      |
| 18                | Esther Turpin             | França         | 13.24   | 1.77  | 12.79 | 25.04 | NM    | 40.81 | 2:11.23 | 5256 |                      |
|                   | Martha Araújo             | Colômbia       | 13.65   | 1.65  | 12.71 | 25.67 | 5.90  | 44.87 | DNS     | DNF  |                      |
| Paulina Ligarska  | Polónia                   | 14.31          | 1.71    | 13.71 | 25.41 | 5.66  | 40.57 | DNS   |         | DNF  |                      |
| Taliyah Brooks    | Estados Unidos            | 12.78          | 1.80    | 13.45 | 23.85 | NM    | DNF   | DNF   |         | DNF  |                      |
| Carolin Schäfer   | Alemanha                  | 13.60          | 1.77    | 13.98 | DNS   | DNS   | DNS   | DNS   |         | DNF  |                      |
| Annik Kälin       | Suíça                     | 13.36          | 1.71    | DNS   | DNS   | DNS   | DNS   | DNS   |         | DNF  |                      |

### 100 metros com barreiras
A prova de 100 metros com barreiras fora disputada no dia 19 de agosto às 11h35.
Vento:
Bateria 1: -1.1 m/s, Bateria 2: -0.2 m/s, Bateria 3: +0.4 m/s
| Pos. | Bateria | Atleta                    | CON            | Tempo | Pontos | Notas                |
| ---- | ------- | ------------------------- | -------------- | ----- | ------ | -------------------- |
| 1    | 3       | Taliyah Brooks            | Estados Unidos | 12.78 | 1158   | Recorde da temporada |
| 2    | 3       | Anna Hall                 | Estados Unidos | 12.97 | 1129   |                      |
| 3    | 3       | Chari Hawkins             | Estados Unidos | 13.04 | 1118   | Recorde pessoal      |
| 4    | 3       | Esther Turpin             | França         | 13.24 | 1089   | Recorde da temporada |
| 5    | 1       | Noor Vidts                | Bélgica        | 13.33 | 1075   | Recorde da temporada |
| 6    | 2       | Annik Kälin               | Suíça          | 13:36 | 1071   | Recorde da temporada |
| 7    | 2       | Emma Oosterwegel          | Países Baixos  | 13.38 | 1068   | Recorde da temporada |
| 8    | 3       | Anouk Vetter              | Países Baixos  | 13.42 | 1062   |                      |
| 9    | 1       | Xénia Krizsán             | Hungria        | 13.48 | 1053   | Recorde da temporada |
| 10   | 3       | Katarina Johnson-Thompson | Reino Unido    | 13.50 | 1050   |                      |
| 11   | 2       | Léonie Cambours           | França         | 13.56 | 1041   | Recorde da temporada |
| 12   | 1       | Kate O'Connor             | Irlanda        | 13.57 | 1040   | Recorde pessoal      |
| 13   | 2       | Sophie Weißenberg         | Alemanha       | 13.58 | 1039   |                      |
| 14   | 3       | Carolin Schäfer           | Alemanha       | 13.60 | 1036   |                      |
| 15   | 2       | Auriana Lazraq-Khlass     | França         | 13.62 | 1033   |                      |
| 16   | 3       | Saga Vanninen             | Finlândia      | 13.62 | 1033   |                      |
| 17   | 2       | Rita Nemes                | Hungria        | 13.63 | 1031   |                      |
| 18   | 2       | Martha Araújo             | Colômbia       | 13.65 | 1028   |                      |
| 19   | 2       | Sofie Dokter              | Países Baixos  | 13.82 | 1004   |                      |
| 20   | 1       | Vanessa Grimm             | Alemanha       | 14.00 | 978    |                      |
| 21   | 1       | Sarah Lagger              | Áustria        | 14.21 | 949    |                      |
| 22   | 1       | Paulina Ligarska          | Polónia        | 14.31 | 935    |                      |
| 23   | 1       | Ekaterina Voronina        | Uzbequistão    | 14.77 | 872    |                      |

### Salto em altura
A prova de salto em altura teve início no dia 19 de agosto às 12h46.
| Pos. | Grp | Atleta                    | CON            | 1.56 | 1.59 | 1.62 | 1.65 | 1.68 | 1.71 | 1.74 | 1.77 | 1.80 | 1.83 | 1.86 | 1.89 | Res  | Pts  | Nts                  | Geral | Geral |
| Pos. | Grp | Atleta                    | CON            | 1.56 | 1.59 | 1.62 | 1.65 | 1.68 | 1.71 | 1.74 | 1.77 | 1.80 | 1.83 | 1.86 | 1.89 | Res  | Pts  | Nts                  | Pts   | Pos.  |
| ---- | --- | ------------------------- | -------------- | ---- | ---- | ---- | ---- | ---- | ---- | ---- | ---- | ---- | ---- | ---- | ---- | ---- | ---- | -------------------- | ----- | ----- |
| 1    | A   | Sophie Weißenberg         | Alemanha       | -    | -    | -    | -    | -    | -    | o    | o    | o    | xxo  | xo   | xr-  | 1.86 | 1054 | Recorde pessoal      | 2093  | 5     |
| 2    | A   | Katarina Johnson-Thompson | Reino Unido    | -    | -    | -    | -    | -    | -    | -    | o    | xxo  | xo   | xxo  | xxx  | 1.86 | 1054 |                      | 2104  | 4     |
| 3    | A   | Chari Hawkins             | Estados Unidos | -    | -    | -    | -    | -    | o    | o    | o    | xo   | o    | xxx  |      | 1.83 | 1016 | Recorde da temporada | 2134  | 3     |
| 3    | A   | Anna Hall                 | Estados Unidos | -    | -    | -    | -    | -    | -    | o    | o    | xo   | o    | xxx  |      | 1.83 | 1016 |                      | 2145  | 1     |
| 5    | A   | Taliyah Brooks            | Estados Unidos | -    | -    | -    | -    | -    | -    | o    | xo   | o    | xxx  |      |      | 1.80 | 978  |                      | 2136  | 2     |
| 5    | A   | Kate O'Connorr            | Irlanda        | -    | -    | -    | o    | o    | o    | o    | xo   | o    | xxx  |      |      | 1.80 | 978  | Recorde da temporada | 2108  | 8     |
| 7    | A   | Noor Vidts                | Bélgica        | -    | -    | -    | -    | o    | o    | xxo  | o    | xo   | xxx  |      |      | 1.80 | 978  |                      | 2053  | 6     |
| 8    | A   | Saga Vanninen             | Finlândia      | -    | -    | -    | -    | o    | o    | xo   | o    | xxo  | xxx  |      |      | 1.80 | 978  | =                    | 2011  | 9     |
| 8    | A   | Sofie Dokter              | Países Baixos  | -    | -    | -    | -    | -    | o    | o    | xo   | xxo  | xxx  |      |      | 1.80 | 978  |                      | 1982  | 11    |
| 10   | A   | Ekaterina Voronina        | Uzbequistão    | -    | -    | -    | o    | o    | xo   | o    | o    | xxx  |      |      |      | 1.77 | 941  |                      | 1813  | 22    |
| 10   | B   | Auriana Lazraq-Khlass     | França         | -    | -    | o    | o    | o    | xo   | o    | o    | xxx  |      |      |      | 1.77 | 941  | =                    | 1974  | 13    |
| 12   | A   | Rita Nemes                | Hungria        | -    | -    | -    | o    | o    | xxo  | o    | o    |      |      |      |      | 1.77 | 941  |                      | 1972  | 14    |
| 13   | B   | Xénia Krizsán             | Hungria        | -    | -    | o    | o    | o    | o    | o    | xo   | xxx  |      |      |      | 1.77 | 941  | Recorde da temporada | 1994  | 10    |
| 13   | B   | Carolin Schäfer           | Alemanha       | -    | -    | -    | o    | o    | o    | o    | xo   | xxx  |      |      |      | 1.77 | 941  | Recorde da temporada | 1977  | 12    |
| 15   | B   | Sarah Lagger              | Áustria        | -    | -    | -    | o    | o    | o    | o    | xxo  | xxx  |      |      |      | 1.77 | 941  | Recorde da temporada | 1890  | 19    |
| 15   | B   | Esther Turpin             | França         | -    | -    | -    | o    | o    | o    | o    | xxo  | xxx  |      |      |      | 1.77 | 941  | Recorde da temporada | 2030  | 7     |
| 17   | B   | Vanessa Grimmm            | Alemanha       | -    | -    | o    | o    | o    | xo   | o    | xxx  |      |      |      |      | 1.74 | 903  | =                    | 1881  | 20    |
| 18   | A   | Léonie Cambours           | França         | -    | -    | -    | -    | xo   | xo   | xxo  | xxx  |      |      |      |      | 1.74 | 903  |                      | 1944  | 15    |
| 19   | B   | Anouk Vetter              | Países Baixos  | -    | -    | -    | xo   | o    | o    | xxx  |      |      |      |      |      | 1.71 | 867  | =                    | 1929  | 18    |
| 19   | B   | Annik Kälin               | Suíça          | -    | -    | -    | -    | xo   | o    | xr-  |      |      |      |      |      | 1.71 | 867  | Recorde da temporada | 1938  | 16    |
| 21   | B   | Paulina Ligarska          | Polónia        | -    | -    | o    | o    | o    | xo   | xxx  |      |      |      |      |      | 1.71 | 867  | Recorde da temporada | 1802  | 23    |
| 21   | B   | Emma Oosterwegel          | Países Baixos  | -    | -    | o    | o    | o    | xo   | xxx  |      |      |      |      |      | 1.71 | 867  | Recorde da temporada | 1935  | 17    |
| 23   | B   | Martha Araújo             | Colômbia       | o    | xo   | o    | o    | xxx  |      |      |      |      |      |      |      | 1.65 | 795  | =                    | 1823  | 21    |

### Arremesso de peso
A prova de arremesso de peso foi iniciada no dia 19 de agosto às 19h07.
| Pos. | Grupo | Atleta                    | CON            | Rodada | Rodada | Rodada | Resultado | Pontos | Notas                | Geral  | Geral |
| Pos. | Grupo | Atleta                    | CON            | 1      | 2      | 3      | Resultado | Pontos | Notas                | Pontos | Pos.  |
| ---- | ----- | ------------------------- | -------------- | ------ | ------ | ------ | --------- | ------ | -------------------- | ------ | ----- |
| 1    | A     | Anouk Vetter              | Países Baixos  | 15.38  | 15.72  | 15.08  | 15.72     | 909    | Recorde da temporada | 2838   | 8     |
| 2    | A     | Saga Vanninen             | Finlândia      | 13.60  | 14.38  | 14.78  | 14.78     | 846    |                      | 2857   | 7     |
| 3    | A     | Anna Hall                 | Estados Unidos | 14.26  | 14.27  | 14.54  | 14.54     | 830    | Recorde pessoal      | 2975   | 1     |
| 4    | A     | Vanessa Grimm             | Alemanha       | 14.43  | 14.32  | 13.72  | 14.43     | 823    |                      | 2704   | 16    |
| 5    | A     | Noor Vidts                | Bélgica        | 13.96  | 13.92  | 14.40  | 14.40     | 821    | Recorde da temporada | 2874   | 6     |
| 6    | A     | Chari Hawkins             | Estados Unidos | 14.40  | x      | 13.69  | 14.40     | 821    | Recorde pessoal      | 2955   | 2     |
| 7    | B     | Xénia Krizsán             | Hungria        | 14.18  | 13.87  | 13.86  | 14.18     | 806    | Recorde da temporada | 2800   | 9     |
| 8    | A     | Emma Oosterwegel          | Países Baixos  | 14.16  | x      | 14.10  | 14.16     | 805    |                      | 2740   | 13    |
| 9    | A     | Carolin Schäfer           | Alemanha       | x      | 13.98  | x      | 13.98     | 793    |                      | 2770   | 11    |
| 10   | B     | Sophie Weißenberg         | Alemanha       | x      | 12.81  | 13.97  | 13.97     | 792    | Recorde da temporada | 2885   | 4     |
| 11   | A     | Sarah Lagger              | Áustria        | 12.93  | 13.78  | 13.39  | 13.78     | 779    |                      | 2669   | 19    |
| 12   | A     | Paulina Ligarska          | Polónia        | 13.69  | x      | 13.71  | 13.71     | 775    |                      | 2577   | 20    |
| 13   | B     | Katarina Johnson-Thompson | Reino Unido    | 13.64  | 13.36  | 13.14  | 13.64     | 770    |                      | 2874   | 5     |
| 14   | B     | Auriana Lazraq-Khlass     | França         | 12.44  | 12.85  | 13.48  | 13.48     | 759    |                      | 2733   | 14    |
| 15   | A     | Kate O'Connor             | Irlanda        | 13.47  | 13.19  | 13.41  | 13.47     | 759    |                      | 2777   | 10    |
| 16   | B     | Taliyah Brooks            | Estados Unidos | 12.85  | 13.45  | 13.04  | 13.45     | 757    | Recorde pessoal      | 2893   | 3     |
| 17   | B     | Léonie Cambours           | França         | 13.39  | x      | x      | 13.39     | 753    |                      | 2697   | 18    |
| 18   | B     | Sofie Dokter              | Países Baixos  | 12.43  | 12.82  | 13.16  | 13.16     | 738    |                      | 2720   | 15    |
| 19   | B     | Ekaterina Voronina        | Uzbequistão    | 12.31  | 13.15  | x      | 13.15     | 737    |                      | 2550   | 21    |
| 20   | B     | Rita Nemes                | Hungria        | 12.97  | 12.23  | 12.79  | 12.97     | 725    |                      | 2697   | 17    |
| 21   | B     | Esther Turpin             | França         | 12.79  | 12.76  | x      | 12.79     | 713    |                      | 2743   | 12    |
| 22   | B     | Martha Araújo             | Colômbia       | 12.71  | 12.61  | 12.10  | 12.71     | 708    |                      | 2531   | 22    |
|      | A     | Annik Kälin               | Suíça          | DNS    | DNS    | DNS    | DNS       | DNS    |                      | DNF    |       |

### 200 metros rasos
A prova dos 200 metros teve início no dia 19 de agosto às 20h40.
Vento:
Bateria 1: -0.1 m/s, Bateria 2: -0.1 m/s, Bateria 3: 0.0 m/s
| Pos. | Bateria | Atleta                    | CON            | Resultado | Pontos | Notas                | Geral | Geral |
| Pos. | Bateria | Atleta                    | CON            | Resultado | Pontos | Notas                | Pts   | Pos.  |
| ---- | ------- | ------------------------- | -------------- | --------- | ------ | -------------------- | ----- | ----- |
| 1    | 3       | Katarina Johnson-Thompson | Reino Unido    | 23.48     | 1031   |                      | 3905  | 2     |
| 2    | 3       | Anna Hall                 | Estados Unidos | 23.56     | 1023   |                      | 3998  | 1     |
| 3    | 3       | Taliyah Brooks            | Estados Unidos | 23.85     | 995    |                      | 3888  | 4     |
| 4    | 3       | Sophie Weißenberg         | Alemanha       | 23.88     | 992    |                      | 3877  | 5     |
| 5    | 3       | Sofie Dokter              | Países Baixos  | 23.89     | 991    |                      | 3711  | 10    |
| 6    | 2       | Auriana Lazraq-Khlass     | França         | 24.02     | 979    | Recorde pessoal      | 3712  | 9     |
| 7    | 1       | Noor Vidts                | Bélgica        | 24.23     | 959    | Recorde da temporada | 3833  | 6     |
| 8    | 3       | Anouk Vetter              | Países Baixos  | 24.28     | 954    |                      | 3792  | 7     |
| 9    | 3       | Chari Hawkins             | Estados Unidos | 24.38     | 945    |                      | 3900  | 3     |
| 10   | 2       | Emma Oosterwegel          | Países Baixos  | 24.58     | 926    |                      | 3666  | 13    |
| 11   | 2       | Saga Vanninen             | Finlândia      | 24.71     | 914    |                      | 3771  | 8     |
| 12   | 2       | Kate O'Connor             | Irlanda        | 24.78     | 907    | Recorde da temporada | 3684  | 11    |
| 13   | 2       | Vanessa Grimm             | Alemanha       | 24.91     | 895    |                      | 3599  | 15    |
| 14   | 1       | Léonie Cambours           | França         | 25.03     | 884    | Recorde da temporada | 3581  | 16    |
| 15   | 2       | Esther Turpin             | França         | 25.04     | 883    |                      | 3626  | 14    |
| 16   | 2       | Rita Nemes                | Hungria        | 25.04     | 883    |                      | 3580  | 17    |
| 17   | 1       | Xénia Krizsán             | Hungria        | 25.16     | 872    | Recorde da temporada | 3672  | 12    |
| 18   | 2       | Paulina Ligarska          | Polónia        | 25.41     | 850    |                      | 3427  | 19    |
| 19   | 1       | Ekaterina Voronina        | Uzbequistão    | 25.48     | 843    |                      | 3393  | 20    |
| 20   | 1       | Martha Araújo             | Colômbia       | 25.67     | 826    |                      | 3357  | 21    |
| 21   | 1       | Sarah Lagger              | Áustria        | 25.86     | 809    |                      | 3478  | 18    |
|      | 3       | Carolin Schäfer           | Alemanha       | DNS       | DNS    |                      | DNF   |       |

### Salto em distância
A prova de salto em distância teve início no dia 20 de agosto às 09h50.
| Pos. | Grupo | Atleta                    | CON            | Rodada | Rodada | Rodada | Resultado | Pontos | Notas                | Geral | Geral |
| Pos. | Grupo | Atleta                    | CON            | 1      | 2      | 3      | Resultado | Pontos | Notas                | Pts   | Pos.  |
| ---- | ----- | ------------------------- | -------------- | ------ | ------ | ------ | --------- | ------ | -------------------- | ----- | ----- |
| 1    | B     | Katarina Johnson-Thompson | Reino Unido    | 6.37   | 6.45   | 6.54   | 6.54      | 1020   |                      | 4925  | 1     |
| 2    | B     | Noor Vidts                | Bélgica        | 6.13   | 6.35   | 6.27   | 6.35      | 959    |                      | 4792  | 4     |
| 3    | A     | Xénia Krizsán             | Hungria        | 5.87   | 6.30   | -      | 6.30      | 943    | Recorde da temporada | 4615  | 8     |
| 4    | B     | Rita Nemes                | Hungria        | 6.29   | 6.11   | -      | 6.29      | 940    |                      | 4520  | 12    |
| 5    | B     | Anna Hall                 | Estados Unidos | 6.18   | 6.19   | 6.13   | 6.19      | 908    |                      | 4906  | 2     |
| 6    | B     | Emma Oosterwegel          | Países Baixos  | 6.19   | x      | x      | 6.19      | 908    |                      | 4574  | 10    |
| 7    | A     | Chari Hawkins             | Estados Unidos | x      | 5.83   | 6.16   | 6.16      | 899    | Recorde da temporada | 4799  | 3     |
| 8    | B     | Sophie Weißenberg         | Alemanha       | 5.95   | 6.09   | 6.10   | 6.10      | 880    |                      | 4757  | 5     |
| 9    | B     | Vanessa Grimm             | Alemanha       | 5.90   | x      | 6.10   | 6.10      | 880    |                      | 4479  | 13    |
| 10   | B     | Léonie Cambours           | França         | 5.87   | 6.09   | x      | 6.09      | 877    |                      | 4458  | 14    |
| 11   | A     | Sofie Dokter              | Países Baixos  | 6.09   | x      | x      | 6.09      | 877    |                      | 4588  | 9     |
| 12   | B     | Saga Vanninen             | Finlândia      | 5.98   | 6.06   | x      | 6.06      | 868    |                      | 4639  | 6     |
| 13   | A     | Auriana Lazraq-Khlass     | França         | 5.99   | 5.95   | 6.01   | 6.01      | 583    |                      | 4565  | 11    |
| 14   | B     | Anouk Vetter              | Países Baixos  | x      | x      | 5.99   | 5.99      | 846    |                      | 4638  | 7     |
| 15   | A     | Martha Araújo             | Colômbia       | 5.90   | x      | x      | 5.90      | 819    |                      | 4176  | 17    |
| 16   | A     | Sarah Lagger              | Áustria        | 5.82   | x      | 5.85   | 5.85      | 804    |                      | 4282  | 16    |
| 17   | A     | Kate O'Connor             | Irlanda        | 5.74   | x      | x      | 5.74      | 771    |                      | 4455  | 15    |
| 18   | A     | Ekaterina Voronina        | Uzbequistão    | 5.71   | x      | 5.70   | 5.71      | 762    |                      | 4155  | 19    |
| 19   | A     | Paulina Ligarska          | Polónia        | 5.66   | x      | 5.58   | 5.66      | 747    |                      | 4174  | 18    |
| 20   | A     | Esther Turpin             | França         | x      | x      | x      | NM        |        |                      | DNF   |       |
| 20   | B     | Taliyah Brooks            | Estados Unidos | x      | x      | x      | NM        |        |                      | DNF   |       |

### Lançamento de dardo
A prova de lançamento de dardo teve início no dia 20 de agosto às 13h05.
| Pos. | Grupo | Atleta                    | CON            | Rodada | Rodada | Rodada | Resultado | Pontos | Notas                | Geral | Geral |
| Pos. | Grupo | Atleta                    | CON            | 1      | 2      | 3      | Resultado | Pontos | Notas                | Pts   | Pos.  |
| ---- | ----- | ------------------------- | -------------- | ------ | ------ | ------ | --------- | ------ | -------------------- | ----- | ----- |
| 1    | B     | Anouk Vetter              | Países Baixos  | 57.45  | 53.19  | 59.57  | 59.57     | 1046   | CHB                  | 5684  | 2     |
| 2    | B     | Emma Oosterwegel          | Países Baixos  | 52.48  | 54.88  | 50.75  | 54.88     | 955    | Recorde da temporada | 5529  | 6     |
| 3    | B     | Xénia Krizsán             | Hungria        | 50.20  | 51.23  | 43.35  | 51.23     | 884    | Recorde da temporada | 5499  | 7     |
| 4    | B     | Ekaterina Voronina        | Uzbequistão    | 46.55  | 50.02  | x      | 50.02     | 861    |                      | 5016  | 17    |
| 5    | B     | Sophie Weißenberg         | Alemanha       | 45.88  | 48.51  | x      | 48.51     | 831    | Recorde da temporada | 5588  | 4     |
| 6    | B     | Saga Vanninen             | Finlândia      | 48.32  | 44.05  | 47.47  | 48.32     | 828    | Recorde da temporada | 5467  | 9     |
| 7    | B     | Katarina Johnson-Thompson | Reino Unido    | 41.83  | 46.14  | 44.69  | 46.14     | 785    | Recorde pessoal      | 5710  | 1     |
| 8    | B     | Kate O'Connor             | Irlanda        | 45.73  | 46.07  | -      | 46.07     | 784    |                      | 5239  | 13    |
| 9    | A     | Chari Hawkins             | Estados Unidos | x      | 45.77  | 43.77  | 45.77     | 778    | Recorde pessoal      | 5577  | 5     |
| 10   | B     | Anna Hall                 | Estados Unidos | x      | 37.92  | 44.88  | 44.88     | 761    | Recorde da temporada | 5667  | 3     |
| 11   | B     | Martha Araújo             | Colômbia       | x      | 42.97  | 44.87  | 44.87     | 761    |                      | 4937  | 18    |
| 12   | A     | Rita Nemes                | Hungria        | 41.83  | 44.68  | 42.18  | 44.68     | 757    | Recorde da temporada | 5277  | 11    |
| 13   | A     | Sofie Dokter              | Países Baixos  | 43.04  | 39.74  | 44.46  | 44.46     | 753    | Recorde pessoal      | 5341  | 10    |
| 14   | B     | Sarah Lagger              | Áustria        | 41.32  | 42.16  | 43.79  | 43.79     | 740    |                      | 5022  | 16    |
| 15   | A     | Auriana Lazraq-Khlass     | França         | 42.29  | 33.86  | 36.05  | 42.29     | 711    |                      | 5276  | 12    |
| 16   | A     | Vanessa Grimm             | Alemanha       | 35.43  | 42.08  | -      | 42.08     | 707    | Recorde da temporada | 5186  | 14    |
| 17   | A     | Noor Vidts                | Bélgica        | 41.00  | 40.18  | 39.79  | 41.00     | 686    | Recorde da temporada | 5478  | 8     |
| 18   | A     | Esther Turpin             | França         | 40.81  | x      | 38.21  | 40.81     | 683    |                      | 4309  | 20    |
| 19   | A     | Paulina Ligarska          | Polónia        | x      | 35.32  | 40.57  | 40.57     | 678    |                      | 4852  | 19    |
| 20   | A     | Léonie Cambours           | França         | 38.72  | 39.07  | 36.14  | 39.07     | 649    | Recorde pessoal      | 5107  | 15    |

### 800 metros
A prova dos 800 metros teve início no dia 20 de agosto às 18h00.
| Pos. | Bateria | Atleta                    | CON            | Resultado | Pontos | Notas                | Geral  | Geral |
| Pos. | Bateria | Atleta                    | CON            | Resultado | Pontos | Notas                | Pontos | Pos.  |
| ---- | ------- | ------------------------- | -------------- | --------- | ------ | -------------------- | ------ | ----- |
| 1    | 2       | Anna Hall                 | Estados Unidos | 2:04.09   | 1053   | CHB                  | 6720   | 2     |
| 2    | 2       | Katarina Johnson-Thompson | Reino Unido    | 2:05.63   | 1030   | Recorde pessoal      | 6740   | 1     |
| 3    | 2       | Xénia Krizsán             | Hungria        | 2:08.93   | 980    | Recorde da temporada | 6479   | 4     |
| 4    | 2       | Noor Vidts                | Bélgica        | 2:09.48   | 972    | Recorde da temporada | 6450   | 6     |
| 5    | 1       | Rita Nemes                | Hungria        | 2:10.65   | 955    |                      | 6232   | 10    |
| 6    | 1       | Esther Turpin             | França         | 2:11.23   | 947    | Recorde pessoal      | 5256   | 18    |
| 7    | 2       | Emma Oosterwegel          | Países Baixos  | 2:12.06   | 935    | Recorde da temporada | 6464   | 5     |
| 8    | 1       | Ekaterina Voronina        | Uzbequistão    | 2:14.03   | 906    | Recorde da temporada | 5922   | 16    |
| 9    | 1       | Kate O'Connor             | Irlanda        | 2:14.06   | 906    | Recorde da temporada | 6145   | 13    |
| 10   | 1       | Auriana Lazraq-Khlass     | França         | 2:14.25   | 903    |                      | 6179   | 12    |
| 11   | 1       | Vanessa Grimm             | Alemanha       | 2:14.36   | 902    |                      | 6088   | 14    |
| 12   | 1       | Sarah Lagger              | Áustria        | 2:15.32   | 888    |                      | 5910   | 17    |
| 13   | 2       | Sofie Dokter              | Países Baixos  | 2:17.98   | 851    |                      | 6192   | 11    |
| 14   | 2       | Sophie Weißenberg         | Alemanha       | 2:18.03   | 850    | Recorde da temporada | 6438   | 7     |
| 15   | 1       | Léonie Cambours           | França         | 2:19.34   | 832    |                      | 5939   | 15    |
| 16   | 2       | Saga Vanninen             | Finlândia      | 2:20.13   | 822    |                      | 6289   | 9     |
| 17   | 2       | Anouk Vetter              | Países Baixos  | 2:20.49   | 817    | Recorde da temporada | 6501   | 3     |
| 18   | 2       | Chari Hawkins             | Estados Unidos | 2:22.53   | 789    |                      | 6366   | 8     |
|      | 1       | Martha Araújo             | Colômbia       | DNS       |        |                      | DNF    |       |
|      | 1       | Paulina Ligarska          | Polónia        | DNS       |        |                      | DNF    |       |

Legenda
| Recorde mundial       | Recorde mundial (World record)               |                       | Recorde africano                      | Recorde africano (African) |                                           | Q | Classificado por posição (Qualified) |
| Recorde do campeonato | Recorde do campeonato (Championship record)  | Recorde da América    | Recorde da América (Americas)         | q                          | Classificado por melhor tempo (Qualified) |   |                                      |
| Melhor marca do ano   | Melhor marca do ano (World leading)          | Recorde asiático      | Recorde asiático (Asian)              | DNS                        | Não largou (Did not start)                |   |                                      |
| Recorde nacional      | Recorde nacional (National record)           | Recorde europeu       | Recorde europeu (European)            | DNF                        | Não terminou (Did not finish)             |   |                                      |
| Recorde pessoal       | Recorde pessoal do atleta (Personal best)    | Recorde da Oceania    | Recorde da Oceania (Oceania)          | DSQ / DQ                   | Desclassificado (Disqualified)            |   |                                      |
| Recorde da temporada  | Recorde da temporada do atleta (Season best) | Recorde sul-americano | Recorde sul-americano (South America) | NM                         | Sem marca (No mark)                       |   |                                      |